# Perečyn
Perečyn (in ucraino Перечин?, in ungherese: Perecseny) è una città dell'Ucraina. Esistono diversi nomi alternativi usati per questa città: tedesco: Peretschyn, slovacco: Perečín, rumeno: Perecin, russo: Перечин (Perecin).
Perečyn ha  una popolazione di 6 477 abitanti ed  è situata nel distretto di Užhorod, nell'oblast' della Transcarpazia. Ospita l'amministrazione della comunità territoriale di Perečyn, una delle comunità territoriali dell'Ucraina.
Fino al 18 luglio 2020 Perečyn era il centro amministrativo del distretto di Perečyn. Come parte della riforma amministrativa che ha ridotto a sei il numero dei distretti dell'oblast' della Transcarpazia, il distretto di Perečyn venne fuso nel distretto di Užhorod.
Perečyn si trova incastonata tra i Carpazi, venti chilometri a nord di Užhorod. Con una popolazione di circa 7000 persone, questa piccola città vede un aumento della popolazione durante i fine settimana e l'estate, con l'arrivo dei turisti da Užhorod e Leopoli.
Nella piazza principale vi è la statua costruita in onore di Fedor Feketa, eroe locale che camminava per 30 chilometri ogni settimana per portare la posta del villaggio verso le altre regioni. 

## Società

### Evoluzione demografica
Nel 2001, la popolazione includeva:
- Ucraini (96,3%);
- Russi (1,3%);
- Slovacchi (1,0%).

### Scuole
Perechyn ha tre scuole, una scuola regionale (specializzata nello studio delle lingue), una scuola media/superiore ed un orfanotrofio-scuola.  
Il liceo di Perečyn si trova nel Palazzo della Cultura, vicino al centro del paese: si distingue facilmente in quanto ha una forma architettonica simile a quella di un castello. Per far preparare gli studenti per l'università, il liceo pone una particolare attenzione nello sviluppo di abilità linguistiche specialistiche, che includono l'ucraino, il russo, lo slovacco, il tedesco e l'inglese. 
Si distingue ugualmente per la sua architettura l'orfanotrofio-scuola di Perečyn, sito in un edificio a forma di U alla periferia di Perechyn, sulla strada per Užhorod. A dicembre 2011 esso ospitava circa 150 internati.  Nella collaborazione con la fondazione Opika (che significa "guardiano" in ucraino), gli studenti di questa scuola regolarmente organizzano spettacoli di danze tradizionali, concerti di musica e spettacoli, incluso il "Giorno di Perečyn" che è celebrato ogni anno il 28 giugno. La scuola ospita un museo con una delle migliori mostre di ricamo della Transcarpazia. Ai bambini che frequentano la scuola vengono insegnate tecniche di ricamo antiche e il loro lavoro è spesso in mostra e in vendita nel museo.

## Economia
Una delle maggiori industrie in città produce carbone e altri prodotti. Perechyn ha anche un impianto di riciclaggio di metalli.

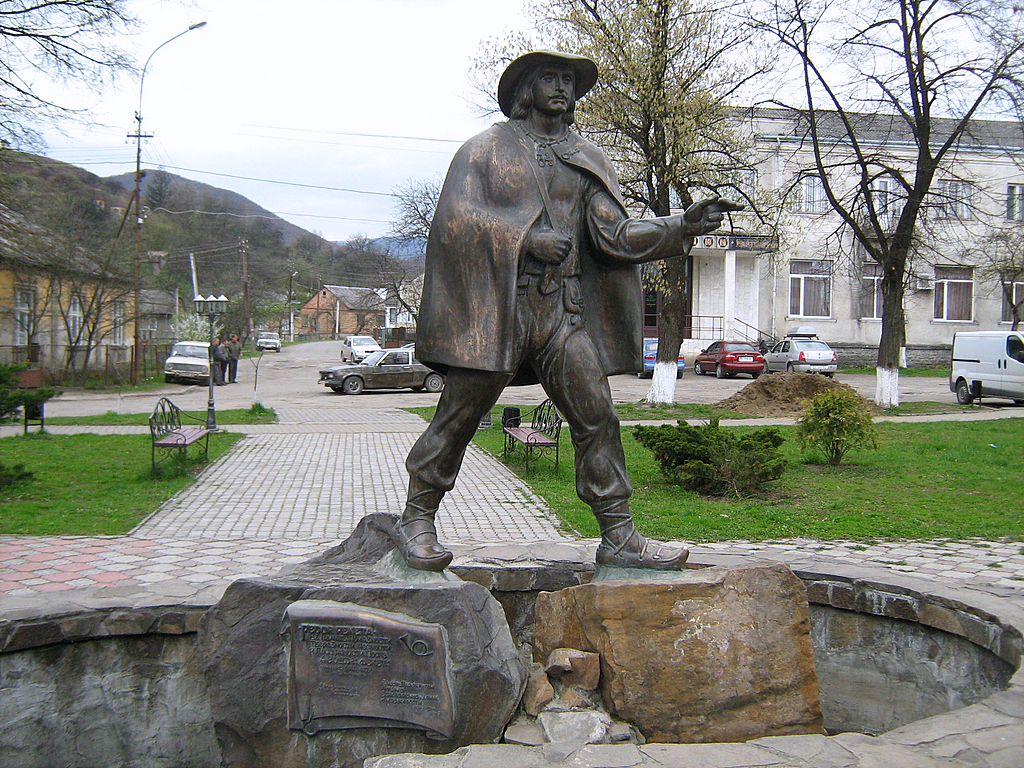
Statua di Fedor Feketa
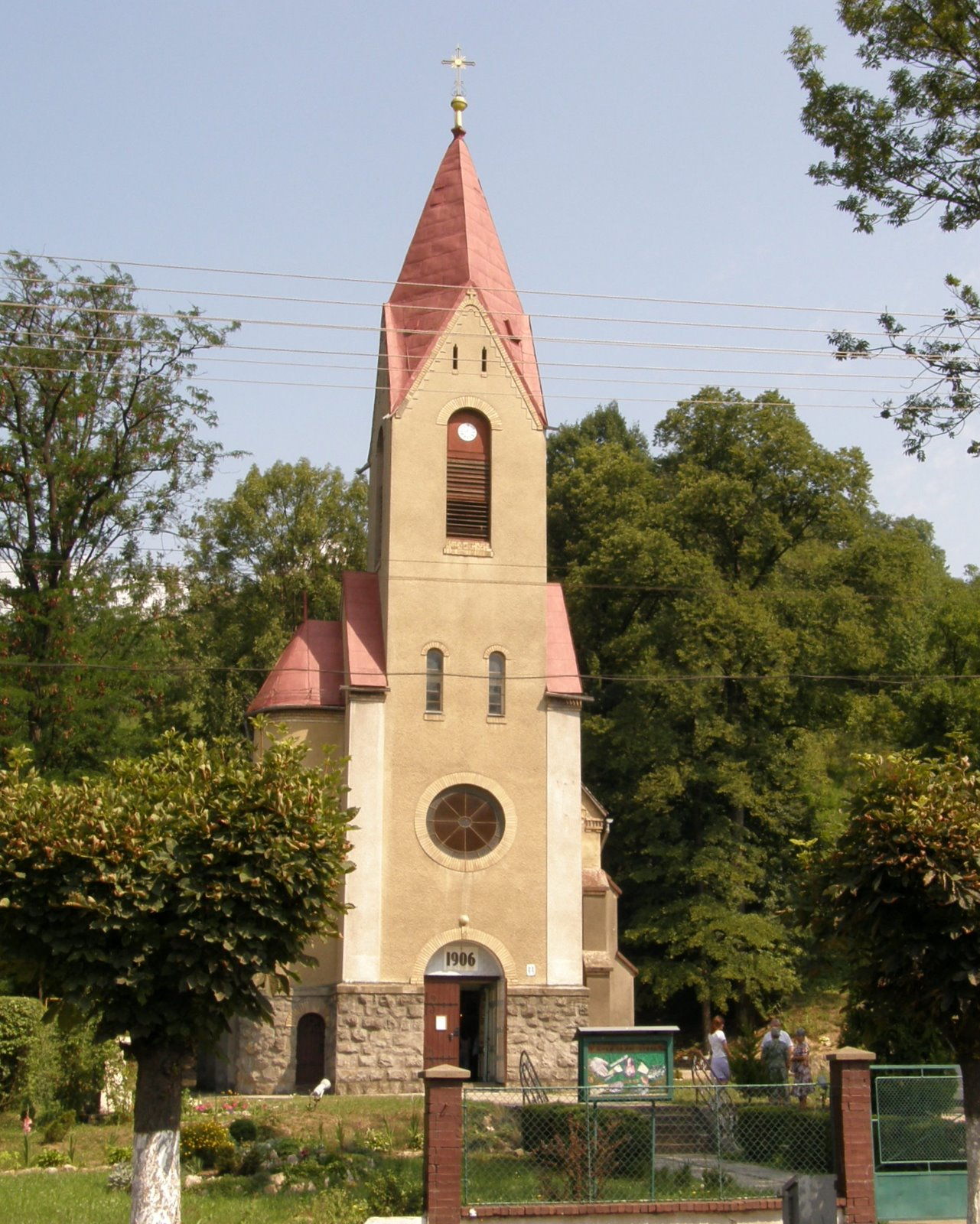
Chiesa cattolica di Sant'Agostino
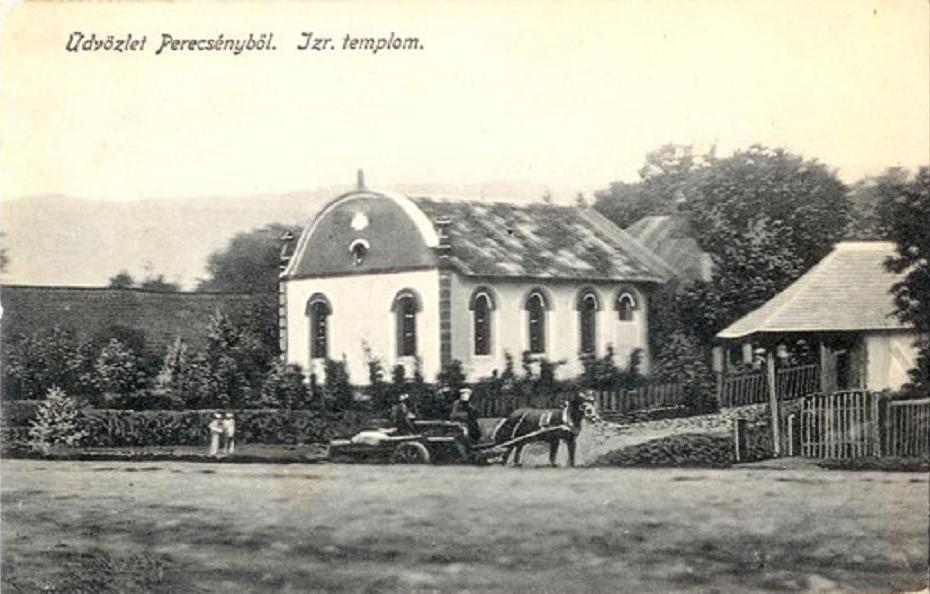
Sinagoga
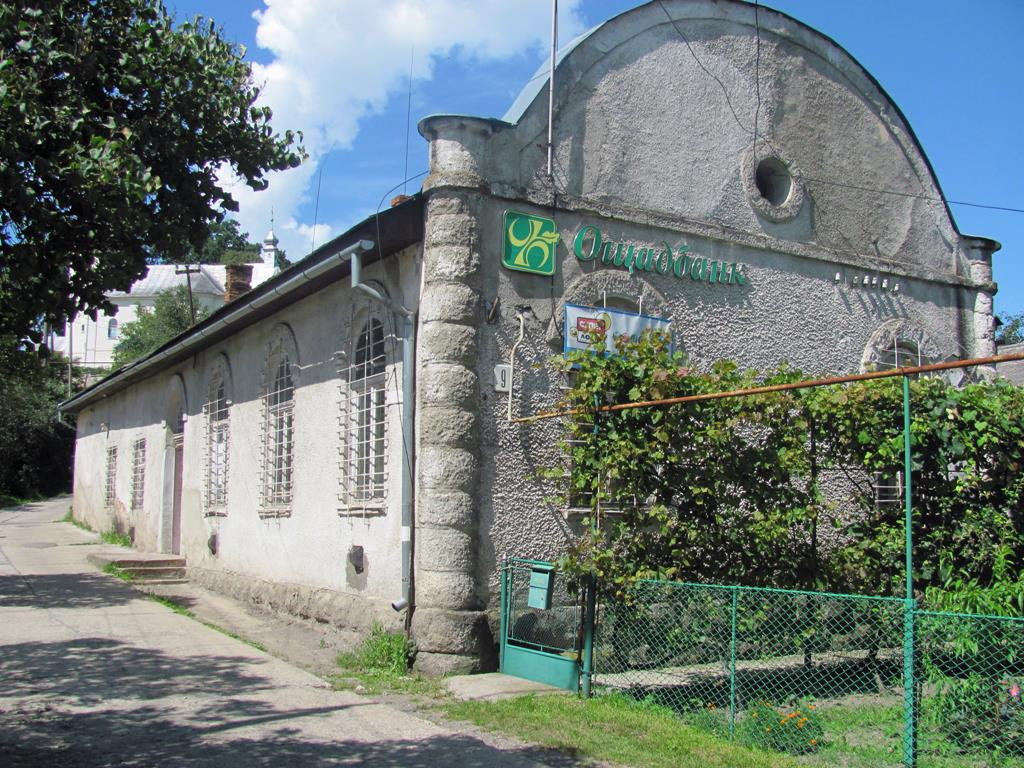
Sinagoga oggi